# Zambia ai Giochi della XXIX Olimpiade
Lo Zambia ha partecipato ai Giochi della XXIX Olimpiade di Pechino, svoltisi dall'8 al 24 agosto 2008, con una delegazione di 8 atleti.

## Atletica leggera
| Gara            | Atleta          | Batterie | Batterie | Semifinali | Semifinali | Finale | Finale |
| Gara            | Atleta          | Tempo    | Pos.     | Tempo      | Pos.       | Tempo  | Pos.   |
| --------------- | --------------- | -------- | -------- | ---------- | ---------- | ------ | ------ |
| 5000 m maschili | Tonny Wamulwa   |          |          | 14'06"96   | 10         |        |        |
| 400 m femminili | Racheal Nachula | 51"62    | 3        | 52"67      | 8          |        |        |

## Badminton
| Gara             | Atleta     | Turno 1 | Sedicesimi                               | Ottavi | Quarti | Semifinali | Finale |
| ---------------- | ---------- | ------- | ---------------------------------------- | ------ | ------ | ---------- | ------ |
| Singolo maschile | Eli Mambwe |         | Erwin Kehlhoffner (Francia) 15-21, 17-21 |        |        |            |        |

## Nuoto
| Gara                        | Atleta             | Batterie | Batterie | Semifinali | Semifinali | Finale | Finale |
| Gara                        | Atleta             | Tempo    | Pos.     | Tempo      | Pos.       | Tempo  | Pos.   |
| --------------------------- | ------------------ | -------- | -------- | ---------- | ---------- | ------ | ------ |
| 50 m stile libero maschili  | Zane Jordan        | 24"83    | 63       |            |            |        |        |
| 50 m stile libero femminili | Ellen Lendra Hight | 27"42    | 53       |            |            |        |        |

## Pugilato
| Gara                | Atleta            | Sedicesimi                                 | Ottavi | Quarti | Semifinali | Finale |
| ------------------- | ----------------- | ------------------------------------------ | ------ | ------ | ---------- | ------ |
| Pesi mosca          | Cassius Chiyanika | Vincenzo Picardi (Italia) 3-10             |        |        |            |        |
| Pesi welter leggeri | Hastings Bwalya   | Uranchimegiin Mönkh-Erdene (Mongolia) 8-12 |        |        |            |        |
| Pesi welter         | Precious Makina   | Hanati Silamu (Cina) 4-21                  |        |        |            |        |